# ألكساندرا كارتر
ألكساندرا كارتر هي ممثلة كندية، ولدت في 7 أبريل 1987 في ألبرتا في كندا.

## وصلات خارجية
- ألكساندرا كارتر على موقع IMDb (الإنجليزية)
- ألكساندرا كارتر على موقع قاعدة بيانات الفيلم (الإنجليزية)
- ألكساندرا كارتر على موقع ANN person (الإنجليزية)